# Gustav Wallis

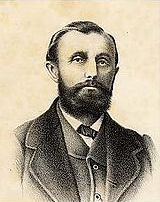
Gustav Wallis

Gustav Wallis (* 1. Mai 1830 in Lüneburg; † 20. Juli 1878 in Cuenca, Ecuador) war ein deutscher Botaniker. Sein offizielles botanisches Autorenkürzel lautet „Wallis“.

## Leben
Gustav Wallis war von Geburt an taub, lernte aber sprechen und beherrschte Fremdsprachen. Er ging 1860 im Auftrag des Brüsseler Kunstgärtners Jean Jules Linden nach Südamerika, um neue Pflanzen nach Europa zu importieren. Dort verbrachte er acht Jahre in Brasilien, Peru, Bolivien, Ecuador, Kolumbien, Venezuela, Panama und Costa Rica.
1868 bereiste er die Philippinen.  Ab 1870 bis 1874 arbeitete Gustav Wallis für das Londoner Unternehmen Veitch and Sons. Er wurde für seine Arbeit mehrfach ausgezeichnet. Er hielt sich mehrfach in Hamburg auf, wo er vor Mitgliedern des Vereins für naturwissenschaftliche Unterhaltung Vorträge hielt. Er kehrte nach Südamerika zurück, wo er in Cuenca an Malaria starb.
Gustav Wallis hat über 1.000 neue Pflanzenarten nach Europa gebracht.

## Ehrungen
Nach ihm ist die Pflanzengattung Wallisia E.Morren aus der Familie der Bromeliengewächse (Bromeliaceae) benannt.

## Werke
- Die Alpenwelt in ihren Beziehungen zur Gärtnerei. Norbert Kittler, Hamburg 1854, Digitalisat
- In: Globus
  - Von Californien nach Japan. Band XXII, Friedr. Bieweg & Sohn, Braunschweig, 1872, S. 360 ff., Textarchiv – Internet Archive
  - Der Urubu in Brasilien. Band XXI, Friedr. Bieweg & Sohn, Braunschweig, 1872,  S. 278, ff., Digitalisat.
- über den Cocastrauch, in: Zweiter Jahresbericht der Geographischen Gesellschaft in Hamburg 1874–75, S. 106–108
- erschienen in der Hamburger Garten und Blumenzeitung. Norbert Kittler, Hamburg
  - Ein Vegetationsbild von den Philippinen, Nr. 28, 1872, S. 1 f.
  - Über den Manzinella Baum, Nr. 29, 1873, S. 3 f.
  - Über vegetabiles Wachs, Nr. 30, 1874, S. 529 f.
  - Tillandsia musaica, Nr. 30 1874, S. 566f.
  - Einiges über meine letzte Reise nach Grenada, Nr. 31 1875, S. 17f. u. S. 59f., dazugehörend Verzeichnis columbianscher Pflanzenneuheiten, S. 207
  - Vegetabiles Wachs, über dasselbe, Nr. 31 1875, S. 145 f.